# Стеряна Вангелова
Стеряна Вангелова – Славянка (на македонска литературна норма: Стерјана Вангелова - Славјанка) е гръцка партизанка.

## Биография
Родена е през 1924 година в костурското село Добролища. Участва в гръцкото съпротивително движение през Втората световна война. През Гражданската война е секретар на окръжния комитет на Антифашисткия фронт на жените за Леринско и Костурско и организационен секретар на Главния комитет за АФЖ за Егейска Македония. В 1948 година емигрира в Югославия.